# Puig del Solà de Sant Pere
El puig del Solà de Sant Pere és una muntanya de 597 metres situada al municipi de Maçanet de Cabrenys, a la comarca catalana de l'Alt Empordà.